# Ghost Iris
I Ghost Iris sono un gruppo musicale danese.

## Storia
Jesper Gün, Nicklas Thomsen, Sebastian Linnet e Daniel Leszkowicz sono i quattro membri fondatori, tutti di origini danesi.
Il primo lavoro, Anecdotes of Science & Soul (2015), possiede sonorità più tranquille rispetto ai lavori futuri della band, un misto tra metalcore e progressive metal.
Nel 2017 i Ghost Iris pubblicano il secondo album, Blind World, caratterizzato da un sound djent simile a quello di Periphery e Tesseract.
Per la loro ultima opera, Apple of Discord, I Ghost Iris hanno iniziato un tour europeo insieme ai Soen.

## Discografia
- Anecdotes of Science & Soul (2015)
- Blind World (2017)
- Apple of Discord (2019)
- Comatose (2021)

## Formazione
- Jesper Gün (voce)
- Sebastian Linnet (batteria)
- Nicklas Thomsen (basso)
- Daniel Leszkowicz (chitarra)